# أندريه آدامز
أندريه آدامز (17 يوليو 1975 في نيوزيلندا - ) (بالإنجليزية: Andre Adams) هو لاعب كريكت نيوزلندي. شارك مع منتخب نيوزيلندا الوطني للكريكت. أما مع النوادي، فقد لعب مع Herefordshire County Cricket Club ‏ وKhulna Tigers ‏ ونادي مقاطعة ساسكس للكريكت ‏ ونادي مقاطعة هامبشاير للكريكت ‏ ونادي مقاطعة نوتنغهامشير للكريكت ‏ وفريق أوكلاند للكريكت ‏.

## وصلات خارجية
- أندريه آدامز على موقع إي آس بي آن كريك إنفو (الإنجليزية)